# Simon Van de Voorde
Simon Van de Voorde (Lovanio, 19 dicembre 1989) è un pallavolista belga.
Gioca nel ruolo di centrale nell'Emma Villas.

## Carriera
La carriera di Simon Van de Voorde inizia a livello giovanile con la squadra del Weerste Volleybalklub Sint-Joris-Weert; durante lo stesso periodo entra anche a far parte delle selezioni giovanili del Belgio, vincendo la medaglia di bronzo al campionato europeo Under-19 2007. Fa il suo esordio da professionista nella stagione 2008-09, debuttando nella Liga A con la maglia del Volleyballclub Averbode; al termine del campionato riceve le prime convocazioni nella nazionale maggiore belga, debuttandovi così durante l'estate del 2009.
Gioca poi per quattro stagioni col Maaseik, aggiudicandosi due scudetti, due edizioni della Coppa del Belgio ed altrettante della Supercoppa belga, mentre in ambito europeo raggiunge la Final Four della Coppa CEV 2009-10, ospitata dal suo club, nella quale, oltre a classificarsi al terzo posto, riceve il premio di miglior muro del torneo; con la nazionale vince la medaglia d'oro alla European League 2013.
Nella stagione 2013-14 gioca per la prima volta in un campionato estero, vestendo la maglia del Klub Sportowy Jastrzębski Węgiel nella PlusLiga polacca, mentre nella stagione 2014-15 è alla Top Volley di Latina, nella Serie A1 italiana, categoria dove resta anche per l'annata successiva con la Trentino Volley di Trento.
Per il campionato 2017-18 si accasa al Paykan, nella Super League iraniana, mentre nella stagione successiva è allo Stocznia Szczecin, in PlusLiga; a causa dei problemi economici della formazione di Stettino, nel dicembre 2018 viene risolto consensualmente il contratto che li legava e dal gennaio 2019 si trasferisce nuovamente nella Serie A1 italiana dove prosegue il campionato con la maglia dell'Emma Villas.

## Palmarès

### Club
- Campionato belga: 2

2010-11, 2011-12
- Coppa del Belgio: 2

2009-10, 2011-12
- Supercoppa belga: 2

2011, 2012

### Nazionale (competizioni minori)
- Campionato europeo Under-19 2007
- European League 2013

### Premi individuali
- 2010 - Coppa CEV: Miglior muro
- 2015 - Superlega: Miglior centrale
- 2015 - Superlega: Miglior muro[1]